# 팔콘 (마블 코믹스)
팔콘(Falcon, 본명: 새뮤얼 윌슨, Samuel Wilson)은 마블 코믹스에서 출간한 만화책에 등장하는 슈퍼히어로 공상 캐릭터이다. 공동 작가 스탠 리와 진 콜런이 창작했으며, 1969년 9월 캡틴 아메리카 #117에서 처음으로 등장한다. 팔콘은 메인스트림 코믹스에서 첫 아프리카계 미국인 슈퍼히어로이다.

## 다른 미디어에서

### 영화
- 안소니 마키가 마블 스튜디오사의 영화 캡틴 아메리카: 윈터 솔져에서 팔콘 역을 연기하였다.[1][2]
- 안소니 마키가 마블 스튜디오사의 영화 어벤져스 인피니티 워에서 팔콘 역을 연기하였다.
- 안소니 마키가 마블 스튜디오사의 영화 어벤져스 엔드 게임에서 팔콘 역을 연기하였다.